# Victim of Love (álbum)
Victim of Love es el decimotercer álbum de estudio de Elton John, lanzado en 1979. Es un trabajo de música disco, editado cuando la popularidad de ese género musical comenzaba a decaer. El álbum fue grabado en los Musicland Studios de Múnich, Alemania, y en los Rusk Sound Studios, en Hollywood.
Este disco es uno de los más atípicos en la carrera de Elton John, ya que no participó en la composición de ninguna canción, ni tocó ningún instrumento, limitándose solamente a grabar las voces; todos los temas están escritos por el productor Pete Bellotte, en colaboración con otros compositores, salvo una extensa versión del célebre "Johnny B. Goode" de Chuck Berry, la cual abre el disco.

## Grabación
Con menos de 36 minutos, el álbum es el más corto de la carrera de Elton John y es atípico de su carrera discográfica en varios aspectos. No escribió las canciones ni tocó el piano ni los teclados, solo proporcionó la voz. Fue su primer álbum sin ninguno de los miembros originales de su banda, lo que no volvería a suceder hasta su colaboración de 2010 con Leon Russell, The Union. A partir de 2019, también es uno de los dos únicos álbumes de estudio (junto con A Single Man) sin contribuciones del letrista Bernie Taupin.
"Strangers", la cara B del sencillo de la canción principal del álbum, apareció como bonus track en la reedición de Mercury de 1998 del álbum anterior de John, A Single Man, porque se grabó durante esas sesiones.
Cuando el álbum se lanzó como CD en la década de 1980, los saltos de pista eran incorrectos. Los primeros 45 segundos de "Spotlight" eran parte de la pista anterior y ocurrieron errores similares en otras pistas. En 2003, el álbum fue reeditado en formato remasterizado digitalmente, con esos problemas corregidos.

## Recepción crítica
Al clasificar todos los álbumes de estudio de John, Matt Springer de Ultimate Classic Rock colocó el álbum al final de la lista. La guía de álbumes de Rolling Stone lo llamó el "nadir" de la producción grabada de John.
Aparte de la canción principal que aparece en la edición de lujo de la compilación Diamonds, ninguna de las canciones del álbum aparece en ninguno de los numerosos lanzamientos de grandes éxitos de John.

## Lista de canciones
| Lado A |                             |          |  |
| N.º    | Título                      | Duración |  |
| 1.     | «Johnny B. Goode»           | 8:02     |  |
| 2.     | «Warm Love in a Cold World» | 4:30     |  |
| 3.     | «Born Bad»                  | 5:16     |  |

| Lado B |                        |          |  |
| N.º    | Título                 | Duración |  |
| 1.     | «Thunder in the Night» | 4:40     |  |
| 2.     | «Spotlight»            | 4:24     |  |
| 3.     | «Street Boogie»        | 3:56     |  |
| 4.     | «Victim of Love»       | 4:52     |  |
| 35:45  |                        |          |  |

## Personal
- Elton John: voz principal
- Thor Baldursson: teclados y arreglos musicales
- Roy Davies: teclados
- Craig Snyder: guitarra solista
- Tim Cansfield: guitarra rítmica
- Steve Lukather: guitarra (pistas 2 y 3)
- Marcus Miller: bajo
- Keith Forsey: batería
- Paulinho da Costa: percusión
- Lenny Pickett: saxofón (pista 1)
- Michael McDonald: coro (pista 7)
- Patrick Simmons: coro (pista 7)
- Stephanie Spruill: coro
- Julia Tillman Waters: coro
- Maxine Willard Waters: coro

## Posicionamiento en listas
| País           | Posición |
| -------------- | -------- |
| Australia      | 20       |
| Canadá         | 28       |
| Nueva Zelanda  | 44       |
| Noruega        | 18       |
| Reino Unido    | 41       |
| Estados Unidos | 35       |

## Certificaciones
| Región                                    | Certificado | Unidades/ventas |
| ----------------------------------------- | ----------- | --------------- |
| Australian Recording Industry Association | Oro         | 20.000          |